# Марія Анна Моцарт
Марія-Анна-Вальбурга-Ігнатія Моцарт (нім. Maria Anna Mozart; 30 липня 1751, Зальцбург — 29 жовтня 1829) — німецька піаністка, клавесиністка, композиторка та музична педагогиня. 
Народилася 30 липня 1751 року у сім'ї Леопольда і Анни-Марії (до шлюбу Пертл) Моцартів. Мала молодшого на 5 років брата Вольфганга-Амадея. У родині та близькому колі мала прізвисько Наннерль (Nannerl). 
Проявивши талант до гри на клавесині та фортепіано з дуже раннього віку, Марія-Анна з дитинства подорожувала Європою з батьками і братом, даючи концерти для політичних і культурних еліт. Під час своїх гастролей Марія-Анна побувала у Відні, Парижі та Лондоні. У віці біля 12 років вона концертувала не менш як у 80 містах. Музична критика того часу називала Марію-Анну музичним вундеркіндом і визнавала її геніальнішою за брата.
Коли мисткині виповнилося 16 років, батько вирішив віддати її до шлюбу і зовередитись на розвитку таланту її брата. У 1784 році Марія-Анна Моцарт стала дружиною Йоганна-Баптиста Райхсфрайгерре Берхтольдема фон Зонненбург.
Шлюб поклав кінець блискучій кар'єрі Марії-Анни Моцарт і вона назавжди залишилася в тіні свого молодшого брата Вольфганга-Амадея.
Жила в Санкт-Гільгені біля Зальцбурга (звідки родом її мати). У шлюбі народила трьох дітей: двох дочок, які померли в дитинстві, і сина. 
Після смерті чоловіка в 1801 році Марія-Анна Моцарт повернулася до Зальцбурга, де давала уроки музики та фортепіано майже до кінця життя. У 74 років втратила зір. 
Марія Анна Моцарт померла 29 жовтня 1829 року в Зальцбургу, у віці 78 років. За власним бажанням, була похована там само на цвинтарі святого Петра.